# Los Cinco junto al mar
Los Cinco junto al mar es un libro de la escritora británica Enid Blyton escrito en 1953. Corresponde al 12º libro de la colección de Los Cinco. En esta ocasión, la acción se aleja de los escenarios habituales y se desplaza a las costas de Cornualles.

## Argumento
En esta ocasión, los Cinco van a pasar las vacaciones en la Granja Tremannon, en Cornualles, para ello hacen un trayecto combinado en tren y en bicicleta. Al llegar a la granja, Mrs Penruthlan les obsequia con una cena principesca. También conocen a Mr Pennruthlan, al que solo entiende lo que dice Mrs Pennruthlan. Los primeros días hacen amistad con un niño asilvestrado llamado Guan, su bisabuelo les cuenta la historia del "camino de los naufragadores", un sendero a través las rocas para saquear los navíos que naufragan atraídos por falsas señales desde la costa. El viejo les dice que las noches de tormenta, aún se enciende la luz en una torre de los acantilados para atraer los barcos a los arrecifes.
Posteriormente llegan a la granja "Los del granero", un grupo de actores ambulantes, que tienen previsto actuar allí, con su espectáculo estrella, el caballo de pantomima Clopper. Sid y Mr Binks son los actores que llevan el caballo, y enseñan a los niños la cabeza de Clopper, que Sid siempre lleva consigo. 
La primera noche tormentosa, Julián y Dick salen a buscar la misteriosa luz, y ven atravesando los campos a un hombre que creen que es Mr Pennruthlan. Posteriormente van a explorar la torre de los naufragadores, encontrando rastros de que alguien ha estado allí. Encuentran un pasadizo secreto que conduce a un almacén usado por los antiguos naufragadores, pero descubren que alguien los ha atrapado cerrando la entrada a la cueva. Finalmente son rescatados por Guan, que los lleva a través del camino de los naufragadores que descubren termina en un cobertizo en la Granja Tremannon.
Los niños descubren que Mr Pennruthlan está colaborando con la policía, y que no podían entender lo que decía por no llevar los dientes postizos. Así, le cuentan lo que saben, y Julián que recuerda que el jefe de los del granero estaba actuando de forma misteriosa. Mr Pennruthlan le dice que la policía registrará el equipaje de los actores. Dick, que sospecha que algo raro hay en la cabeza de Clopper, se la lleva a Mr Pennruthlan, que encuentra el paquete de droga de contrabando, la policía atrapa al jefe, y Mrs Pennruthlan los obsequia con una opípara comida.

## Personajes
- Los Cinco: Julián, Dick, Jorge, Ana y Tim.
- Sid (actor, parte trasera del caballo Clopper)
- Mr Binks (actor, parte delantera del caballo Clopper)
- Mr Pennruthlan (granjero, policía aficionado)
- Mrs Pennruthlan (una de las mejores cocineras de la serie)
- Guan (niño asilvestrado que vive con su bisabuelo)
- El jefe (The Guv'nor, empresario y contrabandista)
- Clopper (caballo de trapo)

Los cinco junto al mar

## Lugares
- Polwilley Halt
- Cornish
- Granja Tremannon